# Issekutz Hugó
Issekutz Hugó (Székelyudvarhely, 1855. június 19. – Kolozsvár, 1915. július 23.) örmény származású gyógyszerészdoktor, egyetemi magántanár.

## Családja
Az erdélyi örmény nemesi Issekutz (Iszikutzián) család leszármazottja.   
1882-ben feleségül vette az ugyancsak erdélyi örmény származású Wolf Lujzát.

## Pályafutása
Issekutz Hugó pályáját gyógyszerészgyakornokként kezdte Marosvásárhelyen. 1881-ben Kolozsvárott szerzett gyógyszerészi oklevelet, majd 1882-ben ugyanott gyógyszerészdoktorátust. Részt vett a kolozsvári tudományegyetemen a gyógyszerészgyakornoki tanfolyam megszervezésében, amelynek 1914-től vezetője lett. 1892-ben a kolozsvári egyetemen magántanárrá habilitálták. A gyógyszerészi intézet (Általános Kór- és Gyógytani Intézet) docense, majd 1912–1915-ben igazgatója, rendkívüli tanár. Tanítványa volt Dávid Lajos. 1902-től haláláig vezette Kolozsváron az első egyetemi gyógyszertárat, melynek fontos szerepe volt egyrészt a klinikák gyógyszer- és vegyszerellátásában, másrészt az egyetemi hallgatók képzésében. Egy ideig ő volt a tulajdonosa a kolozsvári Hunyadi Mátyás gyógyszertárnak. A  Magyarországi  Gyógyszerész  Egyesület  és  a  Királyi Magyar Természettudományi Társulat tagja volt. Sírja a kolozsvári Házsongárdi temetőben van.

## Fontosabb tanulmányai
- Tanulmány  a  naphtalinnak  a  többszörös  helyettesítése  által  nyert  származékairól. Gyógyszerészdoktori értekezés. Kolozsvár, 1892
- Tanulmányok az aqua amygdalarum amararum előállítására és vizsgálatára vonatkozólag. Gy. Hetilap, 1892. 588-748.
- Adatok az aromatikus vizek előállításának kérdéséhez. Gy. Hetilap, 1892. 831
- Gyógyszerisme.  (Jakabházy Zsigmonddal és Nyiredy Gézával.  Kolozsvár, 1895
- A végbélkúpokban különböző módon elhelyezett ugyanazon hatóanyagok helyi és ált. hatása különböző-e?  Kolozsvár, 1906